# HD83266
HD83266 — хімічно пекулярна зоря спектрального класу A0, що має видиму зоряну величину в смузі V приблизно  8,7.
Вона  розташована на відстані близько 3929,6 світлових років від Сонця.

## Фізичні характеристики
Телескоп Гіппаркос зареєстрував фотометричну змінність  даної зорі з періодом    5,09 доби в межах від  Hmin= 8,75 до  Hmax= 8,65.

## Пекулярний хімічний склад
Зоряна атмосфера HD83266 має підвищений вміст 
Si
.